# Alessandro Nivola
Alessandro Antine Nivola (Boston, 28 giugno 1972) è un attore statunitense con cittadinanza italiana.

## Biografia
Nato a Boston, è il primogenito dell'italoamericano Pietro Nivola, docente di scienze politiche ad Harvard e ricercatore della Brookings Institution, e di sua moglie, la pittrice Virginia Davis. Suo fratello minore Adrian diventerà anche lui un pittore. Suo padre era figlio dell'artista e scultore sardo Costantino Nivola e dell'ebrea tedesca Ruth Guggenheim, immigrati in America in seguito alla promulgazione delle leggi razziali. Suo nonno materno era invece Thomas J. Davis, uomo d'affari statunitense fondatore del fondo di venture capital Mayfield e discendente del politico confederato Jefferson Davis.
Nivola trascorre la sua infanzia di città in città nel Nord-est degli Stati Uniti, dato che la famiglia si trasferisce abitualmente a causa del lavoro del padre, visitando d'estate i nonni paterni a Long Island. Si appassiona al teatro all'età di 10 anni dopo avere visto suo cugino recitare in una produzione del Williams College di A porte chiuse di Sartre, ottenendo dai genitori il permesso di frequentare dei corsi estivi di recitazione. I suoi genitori divorziano quando ha 13 anni, mentre nel 1988, quando ne ha 17, muore Costantino, al quale era molto legato. Si diploma alla Phillips Exeter Academy, frequentando parallelamente ogni estate l'Eugene O'Neill Theater Centre nel Connecticut, dove per cinque anni si fa le ossa recitando in nuove opere di drammaturghi quali August Wilson e John Patrick Shanley. Dopo avere tentato più volte senza successo di venire ammesso all'Accademia d'arte drammatica di Yale, si decide a studiarvi letteratura inglese, laureandosi nel 1994.

### Carriera
Comincia a lavorare nei teatri stabili già durante il suo ultimo anno a Yale, assentandosi per due settimane di lezione e viaggiando fino a Seattle pur di recitare da co-protagonista in una produzione di Master Harold... and the Boys di Athol Fugard. Terminati gli studi, si trasferisce a New York per dedicarsi appieno alla carriera di attore. Il primo ruolo che riesce a ottenere, un anno dopo, si rivela anche quello che lancerà la sua carriera; nel 1995, infatti recita a Broadway in una produzione molto apprezzata della Roundabout Theater di Un mese in campagna di Turgenev insieme a Helen Mirren. Ventitreenne, Nivola viene accostato a un gruppo di giovani attori emergenti che fa il suo esordio a Broadway nello stesso momento, Billy Crudup, Malcolm Gets, John Benjamin Hickey, Jude Law, Damian Lewis e Rufus Sewell, molti dei quali seguiranno a breve la chiamata di Hollywood.
Per Nivola ciò accade quasi per caso, quando il regista John Woo lo vuole nel film Face/Off - Due facce di un assassino (1997), dove interpreta il ruolo gli permetterà di farsi notare per la prima volta dal grande pubblico: Pollux Troy, fratello del cattivo interpretato da Nicolas Cage. Trasferitosi a Los Angeles per 5 mesi di riprese con appena un paio di film all'attivo, finisce tuttavia per restarvi e intraprendere una carriera nel cinema, senza più calcare un palco per quasi un decennio.
Il suo film successivo è l'inglese I Want You (1998), dove recita accanto a Rachel Weisz nel ruolo di un ex-galeotto. Per prepararsi alla parte, Nivola trascorre tre giorni in cella con un condannato per omicidio e sfoggia un accento inglese popolare del sud-est così convincente che la troupe rimane scioccata nell'apprendere che è americano. Il film non riscuote particolare successo, né viene distribuito in America, ma frutta a Nivola altre parti nei film inglesi. Nei due anni in cui continua a lavorare in Inghilterra, è tra i protagonisti di un Mansfield Park e del Pene d'amor perdute di Kenneth Branagh. Tuttavia, una conseguenza imprevista dell'accento, unita all'essere apparso in più film inglesi di seguito subito dopo essere diventato famoso, è che il pubblico comincerà a crederlo tale, causandogli problemi ad ottenere ruoli più "americani" una volta tornato in patria; per il resto della sua carriera Nivola ha continuato abitualmente a venire confuso per un attore inglese sia da agenti che da spettatori. Anni dopo, l'attore avrebbe definito questa fase di carriera come «probabilmente una pessima decisione [...] Ho fatto tutto al contrario. Prima il ruolo importante e patinato a LA e poi due anni a lavorare a Londra [...] ma sono stati alcuni dei miei ruoli migliori».
Fa il suo ritorno a Hollywood con Jurassic Park III (2001), il suo primo blockbuster da Face/Off; nel film interpreta Billy Brennan, l'assistente del dott. Alan Grant (Sam Neill), una parte che l'attore ha trovato «esasperante [...] la prima che non mi ha dato nulla a cui aggrapparmi in termini di personaggio». L'anno seguente interpreta nuovamente un inglese, recitando accanto a Frances McDormand, Kate Beckinsale e Christian Bale nell'indipendente Laurel Canyon - Dritto in fondo al cuore. Per la sua interpretazione, Nivola viene candidato all'Independent Spirit Award per il miglior attore non protagonista. Il resto del decennio lo vede apparire al cinema in ruoli da comprimario perlopiù in film indipendenti, senza più riuscire a ritrovare il successo o la nomea di stella nascente dei primi anni, con la parziale eccezione della parte della prima punta del Newcastle e Real Madrid Gavin Harris in Goal! e Goal II - Vivere un sogno (2005–06).
Negli anni 2010 si assesta definitivamente come attore caratterista, spaziando dai film d'autore alle grandi produzioni degli studios. A teatro, viene diretto dall'amico Ethan Hawke nelle Menzogne della mente di Sam Shepard, per la cui interpretazione del protagonista riceve le lodi dell'autore, e interpreta Frederick Treves nel revival di Broadway di The Elephant Man, assieme a Bradley Cooper, venendo candidato al Tony Award al miglior attore non protagonista.
Occasionalmente torna protagonista al cinema; nel 2017 riceve il plauso della critica e alcuni premi per il film Disobedience, dove interpreta un rabbino chassidico che scopre che la moglie ha una relazione con un'altra donna. Per prepararsi alla parte, Nivola ha vissuto in una comunità ortodossa e ha imparato l'ebraico. Poco prima delle riprese, ha saputo che al padre Pietro era stata diagnosticata una malattia terminale, rendendogli difficile girare la scena in cui il suo personaggio perdeva anch'esso il padre. Un altro ruolo di primo piano è stato nel 2021 quello di Dickie Moltisanti, mentore di un giovane Tony Soprano, ne I molti santi del New Jersey, un prequel della serie TV I Soprano. Il film è stata la prima occasione in tutta la sua carriera in cui Nivola ha potuto interpretare un italoamericano quale lui è.
Nel 2024 è apparso in tre film usciti contemporaneamente nelle sale americane, sempre in parti minori: un poliziotto nel film Leone d'oro di Pedro Almodóvar La stanza accanto, il villain Rhino nel film di supereroi Sony Kraven - Il cacciatore e Attila, il cugino del personaggio di Adrien Brody, nel drammatico The Brutalist.

### Vita privata
È sposato dal 2003 con l'attrice inglese Emily Mortimer, conosciuta nel 1999 sul set di Pene d'amor perdute. La coppia ha avuto due figli, Sam (n. 2003) e May Nivola (n. 2010), entrambi attori a loro volta. In precedenza, Nivola ha avuto una relazione con l'attrice Rachel Weisz, conosciuta sul set di I Want You (1998).
Nel 2023 ha acquisito la cittadinanza italiana.

## Filmografia

### Attore

#### Cinema
- Innocenza infranta (Inventing the Abbotts), regia di Pat O'Connor (1997)
- Face/Off - Due facce di un assassino (Face/Off), regia di John Woo (1997)
- Reach the Rock, regia di Bill Ryan (1998)
- I Want You, regia di Michael Winterbottom (1998)
- Best Laid Plans, regia di Mike Barker (1999)
- Mansfield Park, regia di Patricia Rozema (1999)
- Pene d'amor perdute (Love's Labour's Lost), regia di Kenneth Branagh (2000)
- Timecode, regia di Mike Figgis (2000)
- Jurassic Park III, regia di Joe Johnston (2001)
- Laurel Canyon - Dritto in fondo al cuore (Laurel Canyon), regia di Lisa Cholodenko (2002)
- L'uomo dei miei sogni (Carolina), regia di Marleen Gorris (2003)
- In ostaggio (The Clearing), regia di Pieter Jan Brugge (2004)
- Junebug, regia di Phil Morrison (2005)
- The Sisters, regia di Arthur Allan Seidelman (2005)
- Traffici proibiti (Turning Green), regia di Michael Aimette e John G. Hofmann (2005)
- Goal!, regia di Danny Cannon (2005)
- The Darwin Awards - Suicidi accidentali per menti poco evolute (The Darwin Awards), regia di Finn Taylor (2006)
- Goal II - Vivere un sogno (Goal! 2 Living the Dream), regia di Jaume Collet-Serra (2007)
- Grace Is Gone, regia di James C. Strouse (2007)
- The Girl in the Park, regia di David Auburn (2007)
- The Eye, regia di David Moreau e Xavier Palud (2008)
- 5 dollari al giorno ($5 a Day), regia di Nigel Cole (2008)
- Who Do You Love, regia di Jerry Zaks (2008)
- Coco avant Chanel - L'amore prima del mito (Coco avant Chanel), regia di Anne Fontaine (2009)
- Urlo (Howl), regia di Rob Epstein e Jeffrey Friedman (2010)
- Janie Jones, regia di David M. Rosenthal (2010)
- Ginger & Rosa, regia di Sally Potter (2012)
- Devil's Knot - Fino a prova contraria (Devil's Knot), regia di Atom Egoyan (2013)
- American Hustle - L'apparenza inganna (American Hustle), regia di David O. Russell (2013)
- 1981: Indagine a New York (A Most Violent Year), regia di J. C. Chandor (2014)
- Selma - La strada per la libertà (Selma), regia di Ava DuVernay (2014)
- Day Out of Days, regia di Zoe Cassavetes (2015)
- The Neon Demon, regia di Nicolas Winding Refn (2016)
- Un'estate in New England (One Percent More Humid), regia di Liz W. Garcia (2017)
- A Beautiful Day (You Were Never Really Here), regia di Lynne Ramsay (2017)
- Disobedience, regia di Sebastián Lelio (2017)
- L'arte della difesa personale (The Art of Self-Defense), regia di Riley Stearns (2019)
- Red Sea Diving (The Red Sea Diving Resort), regia di Gideon Raff (2019)
- I molti santi del New Jersey (The Many Saints of Newark), regia di Alan Taylor (2021)
- Spin Me Round - Fammi girare (Spin Me Round), regia di Jeff Baena (2022)
- Amsterdam, regia di David O. Russell (2022)
- Lo strangolatore di Boston (Boston Strangler), regia di Matt Ruskin (2023)
- Wildcat, regia di Ethan Hawke (2023)
- The Brutalist, regia di Brady Corbet (2024)
- La stanza accanto (The Room Next Door), regia di Pedro Almodóvar (2024)
- Kraven - Il cacciatore (Kraven the Hunter), regia di J. C. Chandor (2024)

#### Televisione
- L'anello (The Ring), regia di Armand Mastroianni – film TV (1996)
- Emma, regia di Diarmuid Lawrence – film TV (1996)
- Una rapina quasi perfetta (The Almost Perfect Bank Robbery), regia di David Burton Morris – film TV (1998)
- The Company – miniserie TV, 6 puntate (2007)
- The Wizard of Lies, regia di Barry Levinson – film TV (2017)
- Doll & Em – serie TV, 4 episodi (2015)
- Chimerica – serie TV, 4 episodi (2019)
- Narciso nero (Black Narcissus) – miniserie TV, 3 puntate (2020)
- The Big Cigar – miniserie TV, 6 puntate (2024)

### Produttore
- Doll & Em – serie TV, 12 episodi (2013-2015)

## Teatro
- Master Harold... and the Boys di Athol Fugard, regia di Edward Payson Call, con Charles Canada (Sam), Alessandro Nivola (Hally) e Basil Wallace (Willie). Intiman Theater di Seattle (1993)
- Un mese in campagna di Ivan Sergeevič Turgenev, regia di Scott Ellis, scene di Santo Loquasto, costumi di Jane Greenwood, con Helen Mirren (Natal'ja Petrovna Islaeva), Ron Rifkin (Michailo Aleksandrovič Rakitin), F. Murray Abraham (Ignatij Il'ič Špigel'skij), Kathryn Erbe (Veročka), John Christopher Jones (Afanasij Ivanovič Bol'šincov), Alessandro Nivola (Aleksej Nikolaevič Beljaev) e Gail Grate (Lizaveta Bogdanovna). Roundabout Theatre, Criterion Center di New York (1995)
- Menzogne della mente di Sam Shepard, regia di Ethan Hawke, con Keith Carradine (Baylor), Josh Hamilton (Frankie), Marin Ireland (Beth), Laurie Metcalf (Meg), Alessandro Nivola (Jake), Maggie Siff (Sally), Frank Whaley (Mike) e Karen Young (Lorraine). The New Group, Acorn Theatre di New York (2010)
- Il cadetto Winslow di Terence Rattigan, regia di Lindsay Posner, con Michael Cumpsty (Desmond Curry), Mary Elizabeth Mastrantonio (Grace Winslow), Alessandro Nivola (Sir Robert Morton) e Roger Rees (Arthur Winslow). Roundabout Theatre, American Airlines Theatre di New York (2013)
- The Elephant Man di Bernard Pomerance, regia di Scott Ellis, con Bradley Cooper (John Merrick), Patricia Clarkson (sig.ra Kendal), Alessandro Nivola (Frederick Treves) e Anthony Heald (Ross / Walsham How). Williamston Theatre Festival, Booth Theatre di New York (2014–2015)

## Riconoscimenti

### Cinema
- Blockbuster Entertainment Award
  - 1998 – Candidatura al miglior attore non protagonista per Face/Off - Due facce di un assassino
- British Independent Film Awards
  - 2018 – Miglior attore non protagonista per Disobedience
- Independent Spirit Award
  - 2004 – Candidatura al miglior attore non protagonista per Laurel Canyon - Dritto in fondo al cuore

### Teatro
- Drama Desk Award
  - 1995 – Candidatura al miglior attore non protagonista in un'opera teatrale per Un mese in campagna
- Tony Award
  - 2015 – Candidatura al miglior attore non protagonista in un'opera teatrale per The Elephant Man

## Doppiatori italiani
Nelle versioni in italiano delle opere in cui ha recitato, Alessandro Nivola è stato doppiato da:
- Gabriele Sabatini in American Hustle - L'apparenza inganna, Red Sea Diving, Lo strangolatore di Boston, The Brutalist, Kraven - Il cacciatore
- Fabio Boccanera in Face/Off - Due facce di un assassino, In ostaggio, Junebug
- Alessandro Quarta in The Eye, L'arte della difesa personale, I molti santi del New Jersey
- Alessio Cigliano in Devil's Knot - Fino a prova contraria, Selma - La strada per la libertà, Disobedience
- Francesco Pezzulli in Goal!, Goal II - Vivere un sogno
- Antonio Sanna in Mansfield Park
- Giorgio Borghetti in Pene d'amor perdute
- Fabrizio Manfredi in Jurassic Park III
- Christian Iansante in Laurel Canyon - Dritto in fondo al cuore
- Mauro Gravina in L'uomo dei miei sogni
- Stefano Brusa in The Sisters
- Riccardo Rossi in Grace Is Gone
- Gaetano Varcasia in The Company
- Andrea Ward in  5 dollari al giorno
- Francesco Bulckaen in Coco avant Chanel - L'amore prima del mito
- Massimiliano Manfredi in Urlo
- Loris Loddi in 1981: Un'indagine a New York
- Ruggero Andreozzi in The Neon Demon
- Stefano Crescentini in The Wizard of Lies
- Francesco Prando in Narciso nero
- Massimo Triggiani in Spin Me Round - Fammi girare
- Francesco Meoni in Amsterdam
- Simone D'Andrea ne La stanza accanto